# Sprung ins kalte Wasser
Sprung ins kalte Wasser (Originaltitel: The Man with the Answers) ist ein romantisches Filmdrama von Stelios Kammitsis, das im Februar 2021 beim Mardi Gras Film Festival seine Premiere feierte.

## Handlung

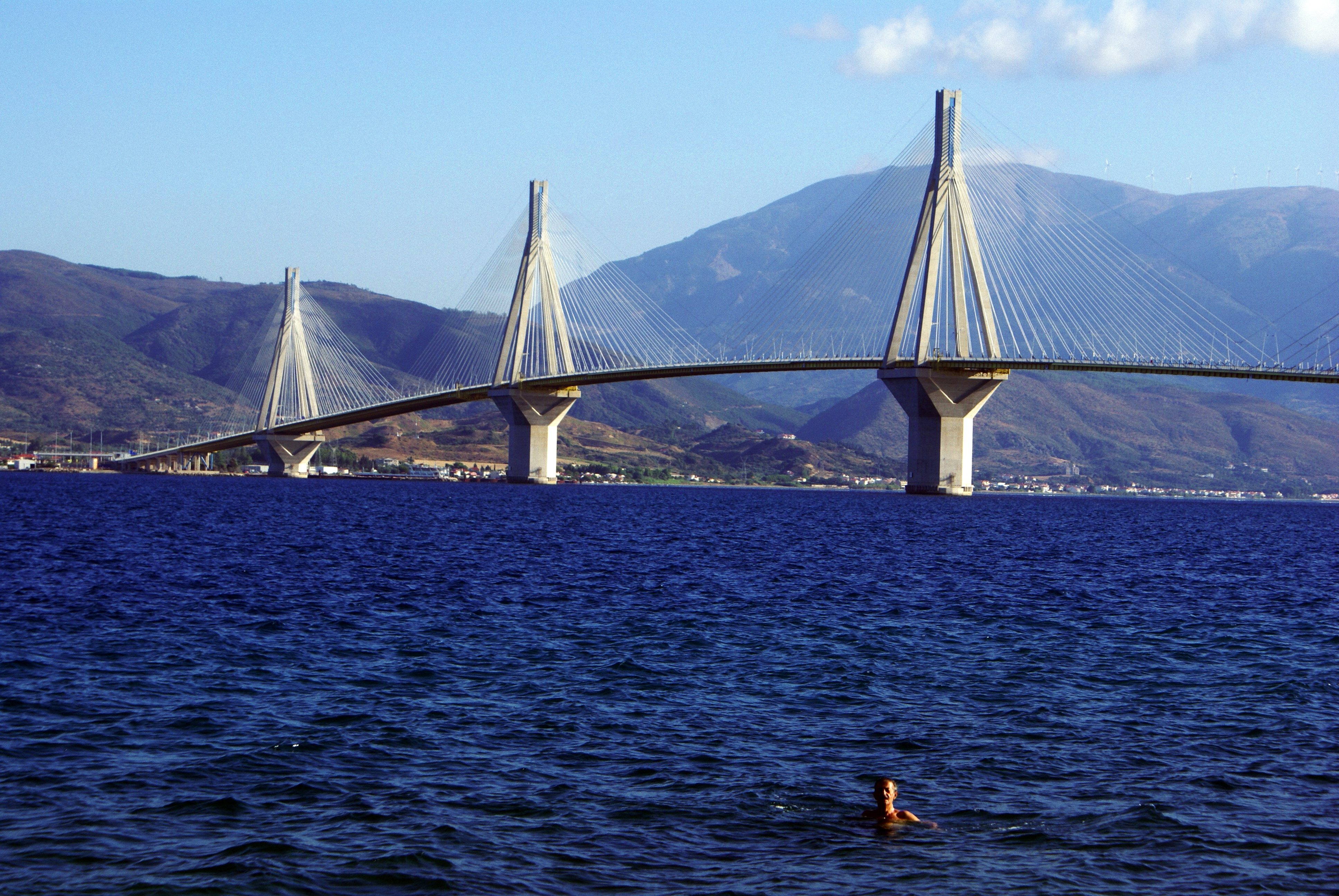
Victor lebt in der griechischen Küstenstadt Patras

Victor ist Mitte Zwanzig und lebt mit seiner Großmutter in der griechischen Küstenstadt Patras. Er ist ein ehemaliger, äußerst erfolgreicher Turmspringer, arbeitet nun aber in einer Möbelfabrik. Als seine Großmutter plötzlich stirbt, steigt er in ihren alten Audi und macht sich auf einen Roadtrip nach Deutschland. Auf der Fähre nach Italien lernt er Mathias kennen, einen abenteuerlustigen jungen Deutschen, der auf dem Heimweg ist. Mathias überredet Victor, ihn mitzunehmen.

## Produktion
Regie führte Stelios Kammitsis. Der gebürtige Grieche studierte Film an der State University of New York in Purchase, arbeitete als Assistent des Palme-d'Or-Gewinners Theo Angelopoulos und später von Dimitris Papaioanou, dem Künstlerischen Leiter der Eröffnungsfeier der Olympischen Spiele 2004 in Athen. Er arbeitete auch als Drehbuchautor für verschiedene griechische Fernsehserien. Sein Spielfilmdebüt war Jerks. Für seine Arbeit am Drehbuch zu Sprung ins kalte Wasser erhielt er 2013 Stipendien aus dem Nipkow-Programm.
Der griechische Film- und Theaterschauspieler Vasilis Magouliotis übernahm die Rolle von Victor, der deutsche Schauspieler Anton Weil die Rolle von Mathias.
Die Dreharbeiten fanden zwischen September 2018 und Februar 2019 in Griechenland, Zypern und Italien statt, in insgesamt zehn Städten. Als Kameramann fungierte Thodoros Mihopoulos.
Eine erste Vorstellung erfolgte am 27. Februar 2021 beim Mardi Gras Film Festival. Anfang April 2021 wurde er beim Santa Barbara International Film Festival gezeigt. Der Kinostart in den USA erfolgte am 20. Juli 2021. Ab April 2022 wurde der Film in ausgewählten Kinos in Deutschland gezeigt. Im August 2024 wird Sprung ins kalte Wasser im Rahmen der Filmkunstwochen München vorgestellt.

## Auszeichnungen
Cyprus Film Days International Festival 2022
- Lobende Erwähnung[8]

Santa Barbara International Film Festival 2021
- Nominierung als Bester internationaler Film für den Jeffrey C. Barbakow Award